# تیم ملی فوتبال ساحلی امارات متحده عربی
تیم ملی فوتبال ساحلی امارات متحده عربی  نماینده امارات متحده عربی در مسابقات بین‌المللی فوتبال ساحلی است. تیم ملی فوتبال ساحلی امارات قهرمان ٢ دوره قهرمانی فوتبال ساحلی آسیا در سال‌های ٢٠٠٧، ٢٠٠٨ است. همچنین تیم فوتبال ساحلی امارات در سال‌های  ٢٠١٧ ، ٢٠١٩  مقام نایب قهرمانی، فوتبال ساحلی آسیا را کسب کرده است.